# Karl Friedrich August Kahnis
Karl Friedrich August Kahnis (22 décembre 1814-20 juin 1888) est un théologien néo-luthérien allemand.

## Jeunesse
Issu d'un milieu pauvre, Kahnis fait ses études au lycée de sa ville natale, Greiz, et après avoir travaillé comme tuteur privé pendant plusieurs années, il commence l'étude de la théologie à Halle-sur-Saale. Il est d'abord un ardent hégélien, mais il passe au luthéranisme orthodoxe. La transition peut être datée de la publication de son Dr. Ruge und Hegel: Ein Beitrag zur Würdigung Hegelscher Tendenzen (Quedlinburg, 1838).
À l'invitation de Ernst Wilhelm Hengstenberg, Kahnis se rend en 1840 à Berlin, où il étudie avec August Neander, Philip Marheineke, August Detlev Christian Twesten (en) et d'autres. Au Litterarischer Anzeiger für christliche Theologie d'August Tholuck, il rédige une critique de David Strauss, qui apparaît sous une forme développée sous le titre Die moderne Wissenschaft des Dr. Strauss und der Glaube unserer Kirche (Berlin, 1842). En 1842, il devient Privat-docent et passe ensuite deux ans en étroite relation avec Neander, Heinrich Steffens et le cercle des romantiques qui se sont réunis autour de Ernst Ludwig von Gerlach.
En 1844, il est appelé à Wrocław en tant que professeur extraordinaire pour représenter le parti orthodoxe dans une faculté rationaliste, mais dans son discours inaugural De Spiritus Sancti persona, il s'écarte de la doctrine acceptée du Trinitarisme, classant le Fils comme subordonné au Père et attribuant le dernière place au Saint-Esprit, qu'il décrit comme le principe impersonnel de la vie, liant les deux autres. Entravé par le manque d'harmonie entre lui-même et ses collègues, il se consacre à la recherche en théologie, les premiers résultats étant son Lehre vom heiligen Geiste (Halle, 1847).

## Professeur à Leipzig
Après la révolution de 1848, au cours de laquelle Kahnis soutient le roi et l'ordre établi, il en vient à croire que la défense la plus sûre contre l'irréligion est dans l'orthodoxie rigide, et se transforme progressivement en une attitude d'opposition à l'Union (la consolidation des luthériens et des Églises réformées en Prusse effectuées par un arrêté royal en 1817). Convaincu que la confession luthérienne ne possède ni base logique ni base juridique sous l'Union, il rejoint l'ancien parti luthérien en novembre 1848, étape rendant encore plus difficile son activité académique à Breslau. En 1850, il accepte donc un appel à Leipzig, où il succède à Gottlieb Christoph Adolf von Harless à la chaire de la dogmatique, à laquelle il rejoignit plus tard celui de l'histoire de l'église. L'année suivante, l'Université d'Erlangen lui décerne le diplôme de DD et il remercie cet honneur par son Lehre vom Abendmahle (Leipzig, 1851), une formulation du type de luthéranisme enseigné à Erlangen. Il aurait accepté un appel à Erlangen en 1856 si les autorités n'avaient pas promis de combler la première vacance à la faculté par un théologien en accord avec ses propres vues. La même année, Christoph Ernst Luthardt est appelé de Marbourg, et lui et Kahnis, avec Franz Delitzsch, venu de Leipzig à Erlangen en 1867, constituent un triumvirat en théologie.
En plus de ses fonctions académiques, Kahnis de 1851 à 1857 est membre du comité des missions, de 1853 à 1857 dirige la Sächsische Kirchen- und Schulblatt et de 1866 à 1875 est l'un des rédacteurs en chef de Nitsner Zeitschrift für historische Theologie. À Leipzig en 1854, il publie Der innere Gang des deutschen Protestantismus seit Mitte des vorigen Jahrhunderts  développé dans la deuxième édition (1860) pour inclure la période de la Réforme.
Les mêmes années ont vu une controverse littéraire avec Karl Immanuel Nitzsch sur la question de l'Union et du latitudinarianisme confessionnel, une controverse dans laquelle Kahnis cherche à démontrer le manque d'unité doctrinale prévalant parmi les partisans du mouvement.

## Travaux ultérieurs
En 1860, Kahnis devient chanoine de la cathédrale de Meissen et en 1864-1865, il est recteur de l'Université de Leipzig. Avant cette époque, cependant, ses opinions religieuses ont subi un changement qui trouve son expression dans son Lutherische Dogmatik (3 volumes, Leipzig, 1861-1868). Le caractère de l'œuvre est préfiguré dans la deuxième édition de Der Innere Gang, qui révèle une approximation du rationalisme, l'abandon de sa vieille croyance en l'inspiration, une volonté d'admettre la nécessité de progresser dans la doctrine et une insistance sur l'importance de reconnaître les faits de la nature humaine et de la moralité naturelle. Les cinq divisions du Dogmatik traitent de l'histoire de la dogmatique luthérienne, de la religion, de la révélation, de la croyance et du système. Le problème que Kahnis se pose est la dérivation des doctrines de l'Église luthérienne du principe de base de la justification par la foi, et la preuve de leur véracité par la seule autorité des Écritures. Il trouve la nature du christianisme dans la communauté du salut entre l'homme et Dieu par le Christ dans le Saint-Esprit, cherchant sa preuve dans l'histoire, la philosophie et les faits communs de la vie. Ce n'est pas le système qu'il avance qui suscite l'opposition, mais l'attitude qu'il adopte envers les critiques supérieurs du Nouveau Testament, sa volonté d'adopter la plupart de leurs théories et sa modification conséquente de la doctrine de l'inspiration, ainsi que sa dissidence du dogme de l'Église à l'égard de la Trinité et du Dîner du Seigneur.
Hengstenberg ( Evangelische Kirchenzeitung, 1862), avec August Wilhelm Dieckhoff et Franz Delitzsch ( Für und wide Kahnis, 1863), est parmi ceux qui accusent désormais Kahnis d'apostasie, et Kahnis répond à Hengstenberg dans une brochure, Zeugniss für die Grundwahrheiten des Protestism gegen Dr Hengstenberg (1862). En 1884, il publie le deuxième volume de son Dogmatik, retraçant l'histoire du développement du dogme en relation avec l'histoire de l'Église, pour prouver que les doctrines luthériennes d'aujourd'hui sont le résultat logique de ce double développement. Le troisième volume, Das System, paru en 1868, reprend des éléments contenus dans les deux premiers volumes et contredit le principe fondamental de l'enquête énoncé dans la première partie. En 1871, il publie à Leipsic un condensé de la partie historique de l'œuvre sous le titre Christentum und Luthertum.
Après l'achèvement de son Dogmatik, Kahnis se consacre aux études historiques. À cette période appartiennent sa Deutsche Reformation (Leipzig, 1872) et son Gang der Kirche in Lebensbildern (1887). Il est décédé à Leipzig.